# Treixadura

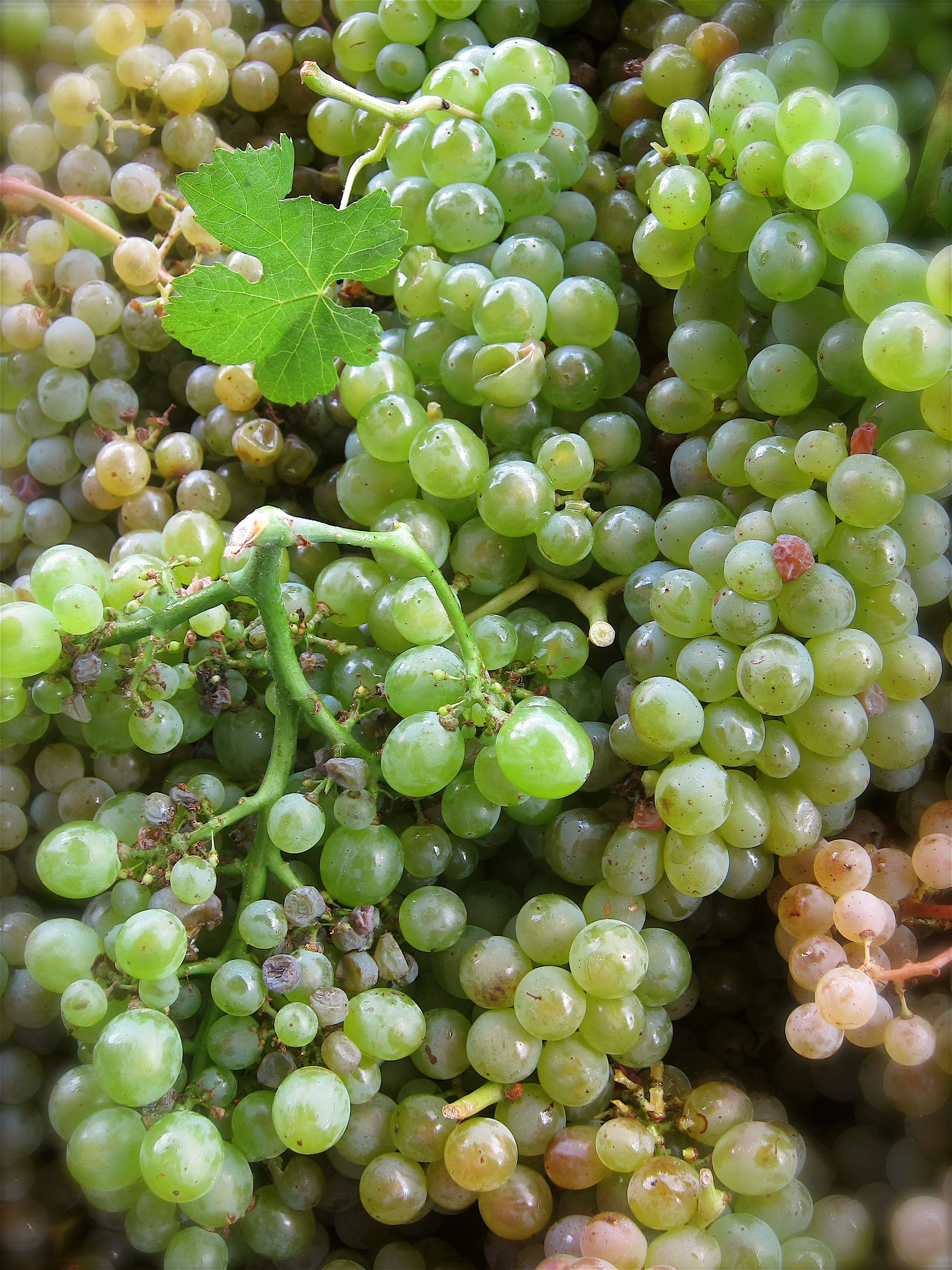
Racimos de treixadura en Galicia.

La treixadura es una uva blanca autóctona de Galicia, España, aunque también se encuentra en Portugal.

## Regiones
En España, suele encontrarse en las DO de Rías Baixas y Ribeiro, aunque también se encuentra en la DO Monterrei, donde es mezclada con doña blanca, godello y palomino. En las Rías Baixas, la uva suele mezclarse con albariño, loureira, caíño blanco, torrontés y godello. En Ribeiro suele mezclarse con albariño, albilla, godello, palomino, loureira, macabeo y torrontés.
En Portugal, la treixadura se encuentra sobre todo en el vinho verde de Minho, en la cual hay 58.000 ha plantadas cerca de la frontera española y 12.000 ya fuera de dicho entorno. Aunque en esa zona el albariño es la uva más plantada, también se cultiva treixadura y se mezcla con albariño, loureira, paderna, azal branco y avesso.

## Viticultura
El racimo tiene un tamaño medio o grande y las uvas se encuentras compactas en él. Las uvas, de dimensiones uniformes en todo el racimo, son de tamaño pequeño y medio, con una piel gruesa. Las uvas, de forma elíptica corta, poseen un color entre el verde y el amarillo. 
La época de desborre y la de maduración son medias o tardías.
Posee una sensibilidad media al oídio y al mildiu y alta a la borytis y a la excoriasis.
Se trata de una vid de productividad alta.

## Vinos
Se utiliza exclusivamente para vinificación, dando un rendimiento medio-alto. Da vinos equilibrados, con una graduación alcohólica media-alta y una acidez total media-baja.
Aunque hay vinos cien por cien de treixadura, a veces se mezcla con albariño por su aroma delicado y poco acentuado.

## Sinónimos
Es conocida también con los sinónimos trajadura, treixadura blanca, tragadura, trinca dente, trincadeira, trincadente y verdello rubio.
El sinónimo trincadera también lo tiene la uva tinta portuguesa tinta amarela, y a menudo cuando se usa el término trincadeira se está haciendo referencia a la uva tinta en lugar de a la treixadura.